# Русаков, Сергей Григорьевич
Серге́й Григо́рьевич Русако́в (род. 1946) — советский и российский учёный, доктор технических наук, профессор, заведующий отделом проблем автоматизации проектирования Института проблем проектирования в микроэлектронике РАН (с 1992 года). Член-корреспондент РАН (2008) по Отделению нанотехнологий и информационных технологий.

## Биография
Выпускник Московского института электронного машиностроения. Кандидат технических наук (1974), доктор технических наук (1987).
В 2008 году С. Г. Русакову присвоено звание «Заслуженный деятель науки Российской Федерации».
Один из создателей программы моделирования аналоговых электронных схем «ARIS».
В 2024 году награждён благодарностью Президента Российской Федерации за заслуги в развитии отечественной науки, многолетнюю плодотворную деятельность и в связи с 300-летием со дня основания Российской академии наук.
Сфера научных интересов:
- автоматизация схемотехнического проектирования,
- методы математического моделирования СБИС,
- вычислительные методы схемотехнического анализа,
- методы редукции математических моделей,
- электрическое и смешанное моделирование,
- моделирование аналоговых и радиотехнических схем.